# 益富地学会館

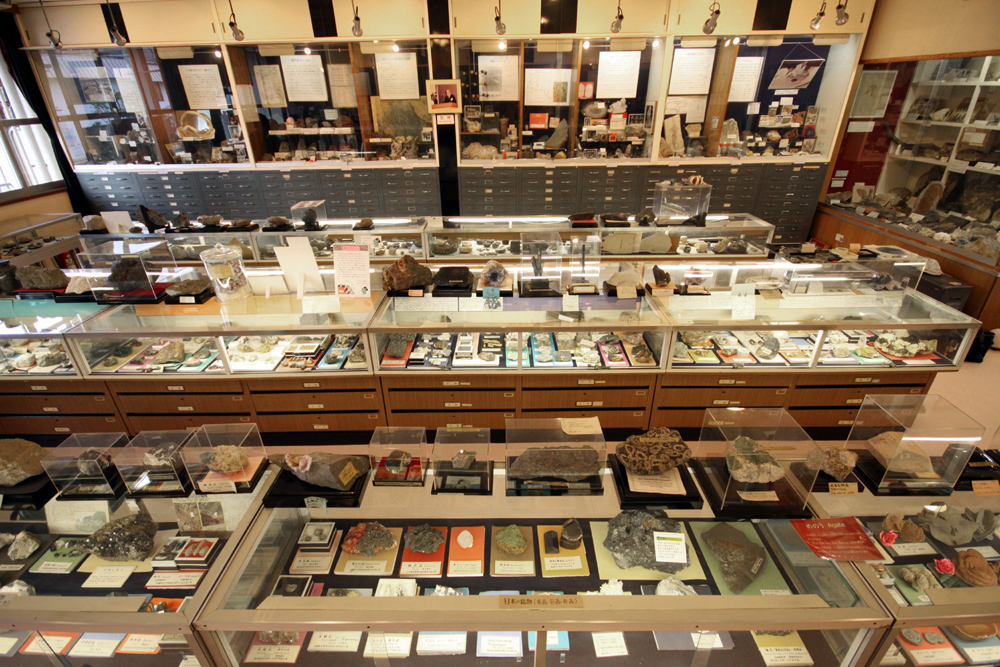
益富地学会館３会の展示室

公益財団法人益富地学会館（こうえきざいだんほうじんますとみちがくかいかん）は、京都市上京区にある公益財団法人。石に関する博物館を運営している。

## 概要
- 沿革
  - 1973年（昭和48年）　日本地学研究会館として発足
  - 1991年（平成3年）7月26日　財団法人（京都府教育委員会所管）となり、益富地学会館と改称
  - 2012年（平成24年）8月1日　公益財団法人（内閣府所管）となる
- 所在地：京都府京都市上京区出水通烏丸西入中出水町394
- 理事長： 鶴田憲次　　常務理事： 佐野剛一
- 理　事： 鶴田憲次、佐野剛一、大野照文、藤原 卓
- 評議員： 横山卓雄、岡本鑑吉、衣斐 守、黒栁信之、武村道雄
- 監　事： 三枡真季子
- 顧　問： 加藤 昭、松原 聰、宮島 宏
- 事務局長： 羽森久美子
- 研究員： 藤原 卓、大井修吾
- 専門員： 武村道雄、朝倉顯爾
- 歴代理事長： 益富壽之助、益富すみ、吉原日平、山岡景一郎

## 事業
石に関する博物館（石ふしぎ博物館）の運営、展示会の企画、運営など。